# Breathe (bài hát của Taylor Swift)
"Breathe" là một ca khúc nhạc pop đồng quê do nữ ca sĩ kiêm sáng tác người Mỹ Taylor Swift trình bày, có sự hợp tác cùng Colbie Caillat trong vai trò đồng sáng tác và hát nền cho bài hát. Bài hát được hãng thu âm Big Machine Records phát hành vào ngày 21 tháng 10 năm 2008 dưới dạng đĩa đơn quảng bá trích từ album phòng thu thứ hai của Swift, Fearless (2008). Toàn bộ bài hát được đệm bằng tiếng đàn guitar với ca từ kể về sự chấm dứt của một tình bạn.
Bài hát nhận được nhiều phản hồi tích cực từ phía các nhà chuyên môn và được đề cử cho Giải Grammy tại hạng mục "Hợp tác giọng pop xuất sắc nhất" trong mùa giải lần thứ 52, nhưng lại dừng bước trước ca khúc "Lucky" mà Caillat hợp tác cùng Jason Mraz. "Breathe" đạt đến vị trí 87 trên Billboard Hot 100, giúp Swift san bằng hai kỷ lục trước đó của Hannah Montana (Miley Cyrus) trên Hot 100.

## Bối cảnh sản xuất

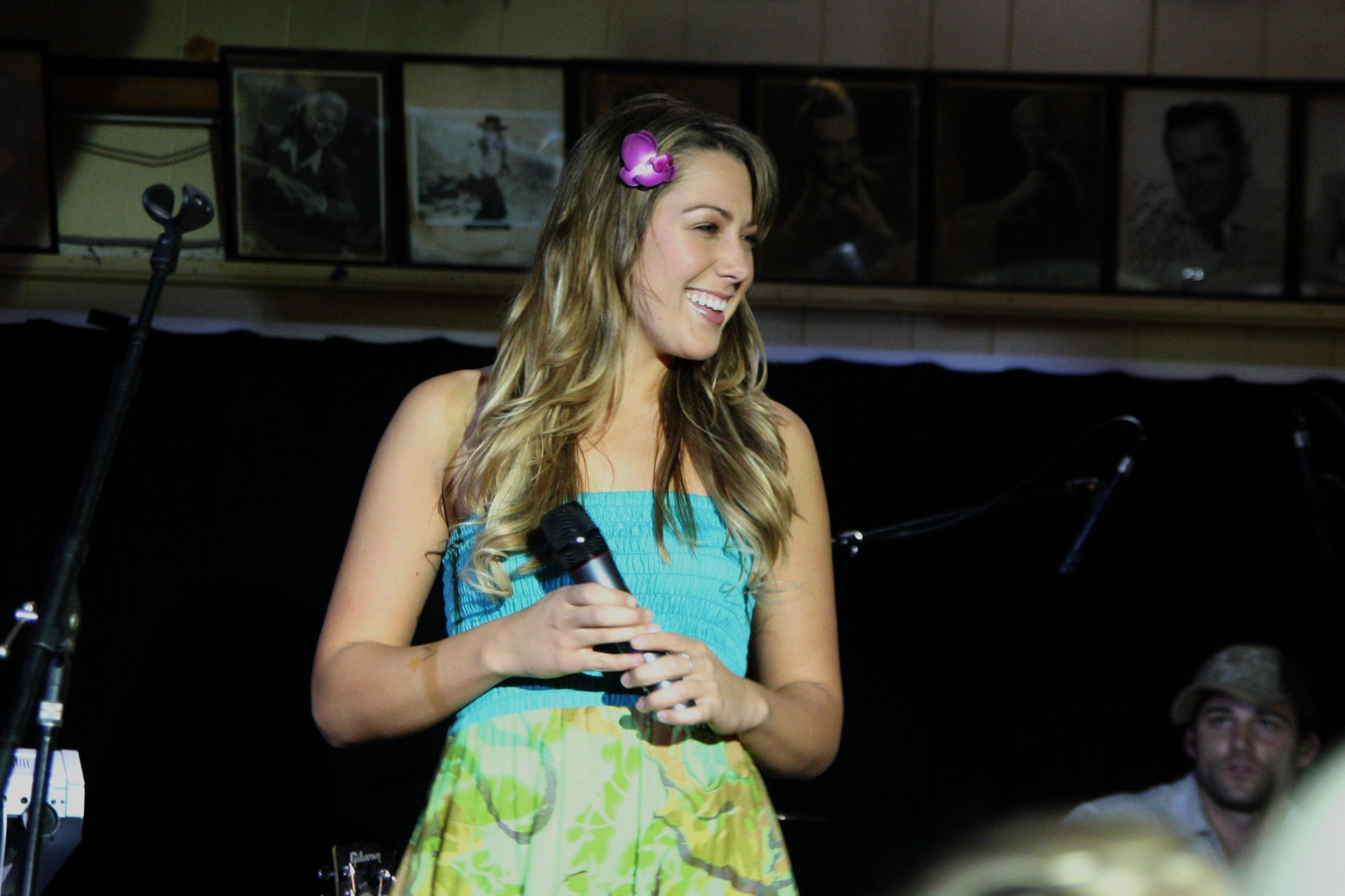
Nữ ca sĩ kiêm sáng tác người Mỹ Colbie Caillat đã tham gia đồng sáng tác và hát đệm cho "Breathe".

Swift vô cùng yêu mến album đầu tay Coco được phát hành vào năm 2007 của Caillat. Swift chia sẻ "Khi nó được phát hành, tôi đã phải lòng cái cách mà cô ấy thực hiện chúng." Swift tìm đến người quản lý của cô và đưa ra nhã ý muốn thực hiện một bài hát cùng Caillat. Sau đó, họ xác nhận việc Caillat có thể sắp xếp được cùng Swift trong lúc chuẩn bị cho đêm diễn tại Nashville, Tennessee, đồng thời cũng là ngày nghỉ của Swift. Theo lời của Swift, "Breathe" nói về sự cách trở với một ai đó mà không hề đổ lỗi cho bất kì ai. Cô tin rằng đây là một trong số những lời từ biệt khó khăn nhất, "khi cả hai đều không có lỗi. Mọi chuyện cứ thế mà phải chấm dứt." Cô giải thích thêm, "Viết bài hát này hệt như một buổi trị liệu vậy, vì khi tôi vừa gặp cô ấy, tôi dường như thổ lộ việc 'Tôi không thể gặp lại một trong những người bạn thân của mình nữa, và nó khác với những gì mà tôi thường làm. Đó là điều khó khăn nhất mà tôi từng trải qua. Thật điên rồ khi mọi người cứ nghĩ đây là bài hát về chuyện tình cảm, khi thật sự bài hát này kể về việc đánh mất một người bạn và trở nên suy sụp sau đó." Caillat và Swift cho rằng một trong những nét đẹp của bài hát này chính là sự tác động đến nhiều người, nhờ việc bài hát không hề chỉ rõ việc nó đang nhắm đến đối tượng là ai, trong hoàn cảnh nào trong xuyên suốt bài hát.
Swift từng mong muốn Caillat hát phần nền cho bài hát này nhưng ở tông cao hơn, đủ để người nghe có thể nhận ra ai đang hát nó. Ban đầu, Swift và Caillat chỉ cùng nhau hòa âm trong đoạn điệp khúc, nhưng khi Caillat bắt đầu thu âm vào bài hát, Swift quyết định đưa giọng hát của Caillat vào hẳn trong xuyên suốt bài hát. Ban đầu, Swift thực hiện thu âm cả bài, Caillat sau đó mới thu âm phần giọng nền riêng. Swift vô cùng hài lòng với thành quả của mình: "Tôi nghĩ cô ấy hát thật tuyệt trong bài hát này. Tôi rất phấn khích khi có giọng hát của cô ấy tham gia vào album của tôi."

## Kết cấu
"Breathe" là một bài hát theo thể loại pop đồng quê với độ dài 4 phút 21 giây. Bài hát cũng bao gồm các yếu tố của soft rock và adult contemporary. Bài hát có sự xuất hiện chủ yếu của guitar mộc, và cũng có kèm theo tiếng của đàn vĩ cầm. Bài được sáng tác theo phân số chỉ nhịp và nhịp độ ballad với 72 nhịp một phút, ở khoá Đô giáng trưởng. Bài hát có sự xuất hiện chủ yếu của guitar thùng và tiếng của đàn vĩ cầm.
Phần ca từ của "Breathe" lột tả sự đau khổ và mất mát về một người mà nhân vật trong bài hát từng gắn bó trong một thời gian dài. Theo từng phần của bài hát, nhân vật trong bài nhận ra sự đổi thay và trưởng thành ở mỗi người, cho dù cô ấy tỏ ra buồn rầu vì cô đã hiểu tường tận người đó "như trong lòng bàn tay" (nguyên văn: "like the back of her hand"). Trong đoạn điệp khúc, cô gái nhận ra việc chính cô phải cố gắng mạnh mẽ và phải thở khi không có người đó ở bên. Ken Tucker từ Tạp chí Billboard cho rằng "Breathe" là một "bài hát về tình cảm sai lầm."

## Tiếp nhận

### Đánh giá chuyên môn
Bài hát nhận được nhiều đánh giá tích cực từ phía các nhà phê bình âm nhạc. Ken Tucker của Billboard cho rằng bài hát này phù hợp với nhiều phụ nữ trong nhiều độ tuổi khác nhau. James Read của The Boston Globe liệt "Breathe" vào những bài hát ấn tượng nhất của Fearless. Gary Trust từ Tạp chí Billboard cho rằng "bản ballad này, cùng với những bài hát có tiềm năng trở thành đĩa đơn khác như 'You're Not Sorry' và 'Forever & Always,' có thể giúp Swift thực hiện những cú đột phá trong năm 2011." Jonathan Keefe từ Tạp chí Slant cảm thấy Swift đã có thể chọn được một nhà cộng tác đáng giá hơn, khi anh tin rằng chính Caillat khiến bài hát này trở nên chây lì.
Bài hát này được đề cử cho Giải Grammy tại hạng mục "Hợp tác giọng pop xuất sắc nhất" trong mùa giải lần thứ 52, nhưng lại chào thua trước ca khúc "Lucky" mà Caillat hợp tác cùng Jason Mraz. Khi chia sẻ về việc Breathe không thể giành giải, Caillat cho rằng "Tôi yêu bài hát 'Breathe' cùng Taylor, nhưng tôi cũng trình diễn 'Lucky' với Jason ở khắp mọi nơi trong năm qua, nên tôi vẫn rất hạnh phúc vì bài hát này thắng giải."

### Diễn biến thương mại
Trong tuần lễ kết thúc ngày 29 tháng 11 năm 2008, "Breathe" mở đầu tại vị trí thứ 87 trên Billboard Hot 100. Sự xuất hiện của nó, cùng với 6 bài hát khác trên bảng xếp hạng, giúp Swift san bằng kỷ lục của Hannah Montana (Miley Cyrus) khi trở thành nữ ca sĩ có nhiều bài hát xuất hiện trên Billboard Hot 100 trong cùng một tuần lễ nhất, mà sau đó, cô tiếp tục tự phá kỉ lục này thêm lần nữa với 11 bài hát cùng nhau xuất hiện trên Billboard Hot 100 trong cùng 1 tuần lễ vào năm 2010. Đây cũng là lần phá kỉ lục của Cyrus cho nghệ sĩ có nhiều bài hát mới trong cùng một tuần trên bảng xếp hạng nhất. Dù vậy, bài hát này chỉ xuất hiện 1 tuần lễ trong bảng xếp hạng.
| Bảng xếp hạng (2008)     | Thứ hạng cao nhất |
| ------------------------ | ----------------- |
| Hoa Kỳ Billboard Hot 100 | 87                |